# Stara trdnjava, Windhoek
Stara trdnjava (Alte feste) je trdnjava in muzej v središču Windhoeka, glavnem mestu Namibije.
Stavba je bila zasnovana po naročilu častnika Curta von Françoisa (2. oktober 1852–28. december 1931) kot sedež nemške cesarske kolonialne vojaške sile (Schutztruppe) med nemško kolonizacijo v Jugozahodni Afriki. Windhoek je bil takrat zapuščen in popolnoma uničen. Nemci so ga izbrali, ker se jim je zdelo, da bi lahko bil varovalni pas med  Nami in Hereri. Utrdba ni bila vključena v nobeno vojaško akcijo.
Temeljni kamen je 18. oktobra 1890 položil Gustav Tünschel iz Schutztruppe. Stavba je bila v prvih letih večkrat preoblikovana; njena končna oblika je bila končana šele leta 1915.  Sestavljajo jo notranje dvorišče z visokimi zidovi, nastanitveni del za vojake na notranji strani ter štirje stolpi. Je najstarejša ohranjena stavba, okoli katere se je nato razvilo mesto.
Po prvi svetovni vojni in nemški predaji v Jugozahodni Afriki je marca 1915 Windhoek zasedla Južnoafriška vojska . Trdnjava je postala sedež za čete Južnoafriške unije.
Po letu 1935 so trdnjavo uporabljali v miroljubne namene. Preuredili so jo v počitniški dom za študente sosednje visoke šole. Že v zelo slabem stanju je bila leta 1957 razglašena za spomenik državnega pomena. Stavba je bila obnovljena leta 1963 in od takrat je v njej Narodni muzej Namibije. 
Novembra 2010 je bil Reiterdenkmal, konjeniški spomenik, ki je do tedaj stal pred Kristusovo cerkvijo, prestavljen pred trdnjavo. Za božič leta 2013 pa je bil odstranjen in uskladiščen v muzeju zaradi obnove. 

## Slike
- Zahodni pogled na trdnjavo
- Zgodovinski posnetek